# El Gallo, Guanajuato
El Gallo är en ort i Mexiko.   Den ligger i kommunen Salamanca och delstaten Guanajuato, i den centrala delen av landet, 260 km nordväst om huvudstaden Mexico City. El Gallo ligger 1 718 meter över havet och antalet invånare är 193.
Terrängen runt El Gallo är platt åt sydväst, men åt nordost är den kuperad. Runt El Gallo är det tätbefolkat, med 257 invånare per kvadratkilometer. Närmaste större samhälle är Irapuato, 15,1 km väster om El Gallo. Runt El Gallo är det i huvudsak tätbebyggt.